# トーマス・スタッフォード
トーマス・スタッフォード（Thomas Patten Stafford、1930年9月17日 - 2024年3月18日）は、アメリカ空軍の中将、アメリカ合衆国の宇宙飛行士である。准将の頃に将官として初めて宇宙を飛行した。「月を訪れた24人」の1人である。

## 背景
スタッフォードは1930年9月17日にオクラホマ州ウェザーフォードに生まれた。元妻のフェイ・シューメーカーとの間に2人の娘ディオーネ・ケイとカリン・エレーヌがいる。また、2人の孫トーマス・スタッフォード2世とアンドリュー・アレクセイ・ハリソンもいる。後にリンダ・アン・ディッシュマンと再婚し、2人の息子マイケル・トーマスとスタンスラフ・パットンを設けた。リンダには前夫との間の2人の連れ子カシー・ニーリングとマーク・ヒルがおり、またスローン、リー、マークス、タラという4人の孫がいる。趣味は狩り、スキューバ、釣り、水泳である。1952年に海軍兵学校を卒業して少尉としてアメリカ空軍に従軍し、1953年9月にテキサス州のTSTCウエーコ空港でパイロットの資格を取得した。彼は迎撃機の訓練を受け、サウスダコタ州ラピッドシティにあるエルスウォース空軍基地の第54迎撃機部隊に配属された。1955年12月にドイツにあるハーン空軍基地の第496迎撃機部隊でF-86のパイロットを務めた。
彼は飛行訓練の教官となり、テキストやマニュアルを執筆した。彼は Pilot's Handbook for Performance Flight Testing と Aerodynamics Handbook for Performance Flight Testing の共著者である。

## NASAでのキャリア
スタッフォードは1962年9月にNASAの宇宙飛行士の候補に選ばれ、ジェミニ計画とアポロ計画に参加した。

### ジェミニ計画
スタッフォードは当初、アラン・シェパードとともに初のジェミニの有人ミッションであるジェミニ3号に搭乗することが計画されていた。しかしシェパードが内耳の病気のためフライトから外れると、スタッフォードはこのミッションの交代要員に回された。1965年12月、彼は初めてのランデブーを行ったジェミニ6-A号のパイロットを務め、ランデブーの理論や実用性の検証のための技術を開発した。
1966年6月、チャールズ・バセットとエリオット・シーの死去により、ユージン・サーナンとともにジェミニ9-A号の機長を務め、アポロ10号でも使われた初めての光学式ランデブー等を行った。1997年のSTS-94の打上げまで、彼は5ヶ月19日という宇宙飛行の間隔の最短記録を持っていた。

### アポロ計画
1966年8月から1968年10月まで、スタッフォードはアポロ計画に向けたミッションの立案やソフトウェアの開発を率いた。
スタッフォードは、最初の月面着陸以降のミッションを支援するグループのリーダーだった。彼は月軌道に入るためのサターンロケットの手動操作の理論を示した。
また、スタッフォードはNASAの宇宙飛行へのカラーテレビの導入にも主導的な役割を果たした。アポロ10号には白黒テレビが積まれる計画だったが、スタッフォードは、税金を払っているアメリカ国民と、彼らのミッションの美しさを共有することを決定した。ウェスティングハウス・エレクトリックによるカラーテレビの開発が彼の関心をひき、1969年初頭にデモを見たことで、彼はNASAにカラーテレビの採用を訴えた。NASAはカラーテレビがいかに宣伝になるかを認め、以降のミッションではカラーテレビが標準となった。
スタッフォードは1969年5月のアポロ10号で機長を務めた。このミッションでは、初めてのアポロ月着陸船の飛行、初めての月ランデブー等が行われた。また、アポロ11号のために未来の着陸地点の調査や評価が行われた。
アポロ10号は月からの帰還の際に24,791 mph (39,897 km/h) の速度に達し、スタッフォードと同僚のジョン・ヤング、ユージン・サーナンは最高対地速度記録の保持者としてギネス・ワールド・レコーズに掲載されている。
スタッフォードは1969年6月からアポロ計画とスカイラブ計画の宇宙飛行士を選ぶ責任者となった。彼は宇宙飛行士候補の訓練のレポートに目を通し、NASAの宇宙飛行士の調整やスケジュール、全ての活動のコントロールに責任を持った。
1971年6月、スタッフォードはNASAの有人宇宙飛行センターで宇宙飛行士のプログラムの立案・実行、宇宙船の操作、乗組員の融和、訓練等の責任者となった。また1971年、彼は失敗したソユーズ11号の乗組員の棺側付添い人を務めた。

### アポロ・ソユーズテスト計画
彼の4度目の飛行では、1975年7月15日から24日まで、アポロ・ソユーズテスト計画でアポロ側の機長を務めた。このミッションでは、史上初めてアメリカの宇宙飛行士とソビエト連邦の宇宙飛行士が宇宙空間で出会った。

## NASA以降のキャリア
スタッフォードは海軍兵学校の同期の中で、将官としての1つめ、2つめ、3つめの星をいずれも最初に獲得した。（彼は准将（星１つ）だった1975年に、将官として初めて宇宙飛行した。）彼は6度のランデブーを行い、507時間を宇宙で過ごした。またパイロットとしては120種類の異なる飛行機とヘリコプター、3種類の宇宙船を操縦した。
彼は1975年11月4日にアメリカ空軍飛行テストセンターの指揮官になり、1975年8月9日に少将に昇進した。
1978年3月15日に中将に昇進し、1979年にジェームズ・H・ドゥーリトル賞を受賞した。1979年11月に空軍を引退した。

## 引退後
1990年6月、アメリカ合衆国副大統領ダン・クエールと次期NASA長官で提督のリチャード・トゥルーリーがスタッフォードに対し、ジョージ・H・W・ブッシュが提唱する月と火星への往来ミッションに対して外部からアドバイスするチームの長に就任することを要請した。スタッフォードはアメリカ国防総省、アメリカ合衆国エネルギー省、NASA等からの40人の常勤と150人の非常勤からなるチームを率い、アメリカ合衆国の今後30年間の有人飛行計画の道筋を示したロードマップを作る「Stafford assembled teams」と呼ばれる研究を行った。スタッフォードとクエールは1991年6月にホワイトハウスで共同記者会見を開き、これを公表した。
彼はバージニア州アレクサンドリアに技術コンサルタント会社スタッフォード・バーク・ヘッカーを共同設立した。また、シーゲイト・テクノロジー等の、ニューヨーク証券取引所に上場している6企業、その他の3企業の取締役を務めた。シーゲイト・テクノロジーは、世界最大のハードディスクドライブ製造会社である。さらに、NASA、空軍システム軍団等のいくつかの政府系機関のアドバイザーとしても働いた。1980年の大統領選挙ではロナルド・レーガンの防衛アドバイザーを務めた。NASA評議会のシャトル・ミール・ランデブー・タスクフォースやISSオペレーション・タスクフォースの議長も務めた。
2024年3月18日に長期の闘病の末に死去。93歳没。

## 記念
スタッフォードは1974年のテレビ映画 Houston, We've Got a Problem では自分自身の役を演じた。1996年のテレビ映画 Apollo 11 では、トニー・カーリンが彼の役を演じた。1998年の『フロム・ジ・アース/人類、月に立つ』では、スティーブ・ホーフェンダールに演じられた。
スタッフォードはいくつかの名誉学位も受けている。その中にはオクラホマシティー大学の名誉理学博士号、ウェスタンステート大学の名誉法学博士号、エマーソン大学の名誉情報学博士号、エンブリー・リドル航空大学の名誉航空工学博士号等があった。
スタッフォードは現在、オクラホマシティからフロリダ州に転居している。故郷のウェザーフォールドでは、トーマス・P・スタッフォード空港に名付けられたり、スタッフォード航空宇宙博物館が建設されるなど、大きく称えられている。
イギリスのロックバンドニュー・モデル・アーミーは、1990年の5枚目のアルバム Impurity の中の曲 Space で、スタッフォードの詩を引用した。